# Wiederansiedlung

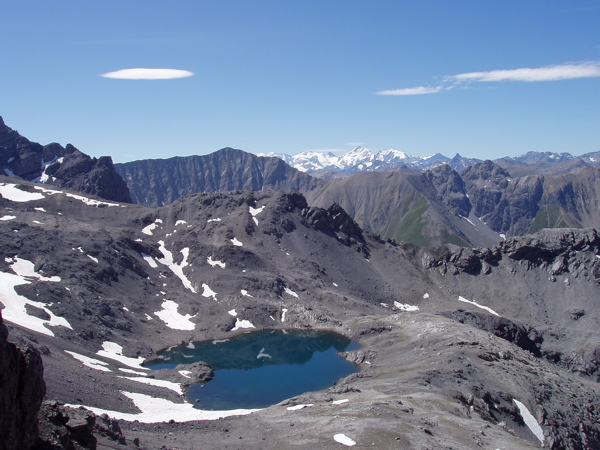
Schweizer Nationalpark – einer der Orte, an denen Bartgeier wieder angesiedelt wurden

Wiederansiedlung nennt man das Vorhaben des Menschen, eine in einem historisch (postglazial, also seit dem Holozän, entsprechend der Definition der IUCN 1998) besiedelten Lebensraum dort ausgestorbene Tier- oder Pflanzenart wieder heimisch zu machen. Nach BNatSchG § 37 heißt es: „die Wiederansiedlung … innerhalb ihres natürlichen Verbreitungsgebiets … ist Aufgabe des Artenschutzes“. Dieses Bemühen ist Teil der Renaturierungsökologie.
Dazu können Exemplare umgesiedelt werden, wenn in anderen Gebieten ein ausreichender Bestand vorhanden ist.
Alternativ ist bei Tieren die Auswilderung in Gefangenschaft aufgewachsener Exemplare möglich. Über die Wiederansiedlung von Pflanzen bestehen Leitlinien.
Organisiert werden Wiederansiedlungen häufig von Wildtiermanagern sowie Wildtierökologen. Wiederansiedlungsprojekte können langfristig nur erfolgreich umgesetzt werden, wenn die Ursachen für das Aussterben behoben werden (in der Regel Lebensraumverbesserungen). Bei vielen Pflanzenwiederansiedlungen besteht keine zureichende Erfolgskontrolle, sondern häufig nur eine einmalige Nachbegutachtung relativ kurz nach der Aktion.

## Beispiele

### Braunbären in den Pyrenäen
2006 wurden Braunbären aus Slowenien in den Pyrenäen im Grenzgebiet zwischen Spanien und Frankreich angesiedelt. Der Erfolg des Experiments war zu Beginn unsicher, da die Population stetig abnahm und nach Ansicht von Experten aussterben würde. Nach einem Jahrzehnt zeigt sich, dass eine begrenzte Bärenpopulation in den Pyrenäen lebt. Diese Population in den französischen und spanischen Pyrenäen, aufgespalten in zwei nicht miteinander vernetzten Teilpopulationen, gilt als eine der gefährdetsten Raubtierpopulationen Europas.

### Steinböcke in den Alpen
1906 begann das Projekt zur Wiederansiedlung vom Alpensteinbock in den Alpen. Bereits um 1640 waren sie in Graubünden ausgerottet, 1809 war der letzte seiner Art im Wallis erlegt worden, bis auf die Region um den Gran Paradiso galten sie zu Beginn des 19. Jahrhunderts in den Alpen als ausgestorben. Das Projekt verlief erfolgreich: hundert Jahre später wird der Bestand der alpinen Tiere auf 40.000 geschätzt.

### Wilde Weinrebe in der Rheinaue
2013 wurden 121 Setzlinge der Wilden Weinrebe in zwei Bereichen der Kühkopf-Knoblochsaue unter Draht-Verbissschutz angepflanzt. Nach einem Jahr überlebten 86 % der Weinreben. 2016 wurden in einer zweiten Wiederansiedlungsmaßnahme 551 zweijährige Topfpflanzen an 12 Standorten ohne Verbissschutz gepflanzt. Ein Jahr später wurde eine durchschnittliche Überlebensrate von 69 % dokumentiert, 75 von Wildschweinen herausgewühlte Wurzelstöcke wurden wieder eingepflanzt.